# Icemen
L'Icemen è una società pallavolistica maschile statunitense, con sede a Chicago: milita nella NVA.

## Rosa 2019
| N° | Nome               | Ruolo | Data di nascita   | Nazionalità sportiva |
| -- | ------------------ | ----- | ----------------- | -------------------- |
| 1  | Peter Jasaitis     | L     | 28 aprile 1991    | Stati Uniti          |
| 2  | Tim Falknor        | P     | 18 dicembre 1987  | Stati Uniti          |
| 3  | Kris Berzins       | L     | 18 febbraio 1988  | Stati Uniti          |
| 4  | Mark Jones         | S     | 19 settembre 1990 | Stati Uniti          |
| 5  | Jeffrey Menzel     | S     | 31 ottobre 1988   | Stati Uniti          |
| 6  | Piotr Dabrowski    | C     | -                 | Stati Uniti          |
| 7  | Conor Eaton        | P     | 2 dicembre 1987   | Stati Uniti          |
| 8  | Andrij Djačkov     | S     | 28 aprile 1985    | Ucraina              |
| 9  | Daniel Starkey     | S     | 22 luglio 1993    | Stati Uniti          |
| 10 | Scott Fifer        | P     | 11 marzo 1993     | Stati Uniti          |
| 11 | Dave Hancock       | C     | 25 agosto 1995    | Stati Uniti          |
| 12 | Robert Walsh       | C     | 27 marzo 1993     | Stati Uniti          |
| 13 | Griffin Shields    | O     | 18 febbraio 1995  | Stati Uniti          |
| 14 | Kyle Overby        | S     | 11 luglio 1992    | Stati Uniti          |
| 15 | Jamion Hartley     | O     | 19 maggio 1990    | Giamaica             |
| 16 | Scott Siwicki      | C     | 1º gennaio 1992   | Stati Uniti          |
| 17 | Michael Michelau   | S     | 12 luglio 1994    | Stati Uniti          |
| 18 | Brandon Poindexter | C     | 28 aprile 1990    | Stati Uniti          |
| -  | William Craft      | S     | 2 settembre 1993  | Stati Uniti          |
| -  | Avery Aylsworth    | L     | 18 ottobre 1996   | Stati Uniti          |
| -  | Michael Bunting    | O     | -                 | Stati Uniti          |